# First Strike
First Strike est un jeu vidéo de stratégie en temps réel développé par le studio suisse Blindflug Studios dont c'est le premier projet. Le jeu est d'abord sorti le 13 mars 2014 sur iOS et Android, puis en décembre de la même année sous Window, macOS X et Linux.

## Système de jeu
First Strike est un jeu de stratégie en temps réel qui met en scène une guerre nucléaire. Le joueur choisit de représenter une des superpuissances militaires (l’Amérique, la Russie, l’Europe de l'ouest ou la Corée du Nord) et combat les autres nations jouées par une IA. Le degré de difficulté dépend de la nation choisie en fonction du pouvoir de cette nation dans la réalité. Le joueur doit stratégiquement décider d’attaquer d’autres nations, développer son territoire ou le protéger. Inspiré du film Wargames, le but du studio est d’offrir un jeu ludique mais qui incite à la réflexion. Cette réflexion est d'ordre politique: le studio veut amener le joueur à se questionner sur l'armement militaire. Des indices cachés dans le jeu et dans le film Wargames permettent d'arriver au message du jeu : le seul moyen de gagner est d'arrêter de jouer.

## Origine et développement
First Strike est le premier projet de Blindflug Studio, lancé par les deux cofondateurs Jeremy Spillmann et Moritz Zumbuehl. Il sort en mars 2014 en version mobile (iOS/Android) et rencontre un succès immédiat : il devient numéro 1 en Suisse, et connaît ensuite une renommée mondiale. En 2017, la version sur Windows/Mac est lancée sous le nom de First Strike: Final Hour. Le jeu est alors disponible sur Steam, et outre les mises à jours graphiques, un nouvel élément apparaît à la suite d'une demande faite aux joueurs, une option « diplomatie ». Toutefois, le but du jeu reste axé sur l’attaque par armes nucléaires.
Un quart des recettes du jeu sont versées à des organisations antinucléaires.
Une dernière version sort en 2021, First Strike Classic, avec de nouvelles améliorations, ainsi qu’une nouvelle fonction multijoueur dans la version mobile gratuite.

## Accueil critique
First Strike reçoit un accueil globalement positif. L'aspect du jeu qui génère le plus de réaction est l'ambiguïté du message qui y est caché, qui par sa subtilité peut passer inaperçue.